# Redaktionell utkontraktering
Redaktionell utkontraktering innebär att ett utomstående företag hjälper en tidningsutgivare som vill lägga ut hela eller delar av sin redaktionella produktion. Det kan exempelvis röra sig om löpande redaktionell produktion, allt från enskilda sidor till hela tidningar, men också sådana saker som oneshots eller specialutgåvor.

## Syftet
Syftet med redaktionell utkontraktering är i regel att frigöra resurser för egen journalistik, att ta in redaktionell specialistkompetens som det egna företaget inte besitter.